# Mexikansk muralism

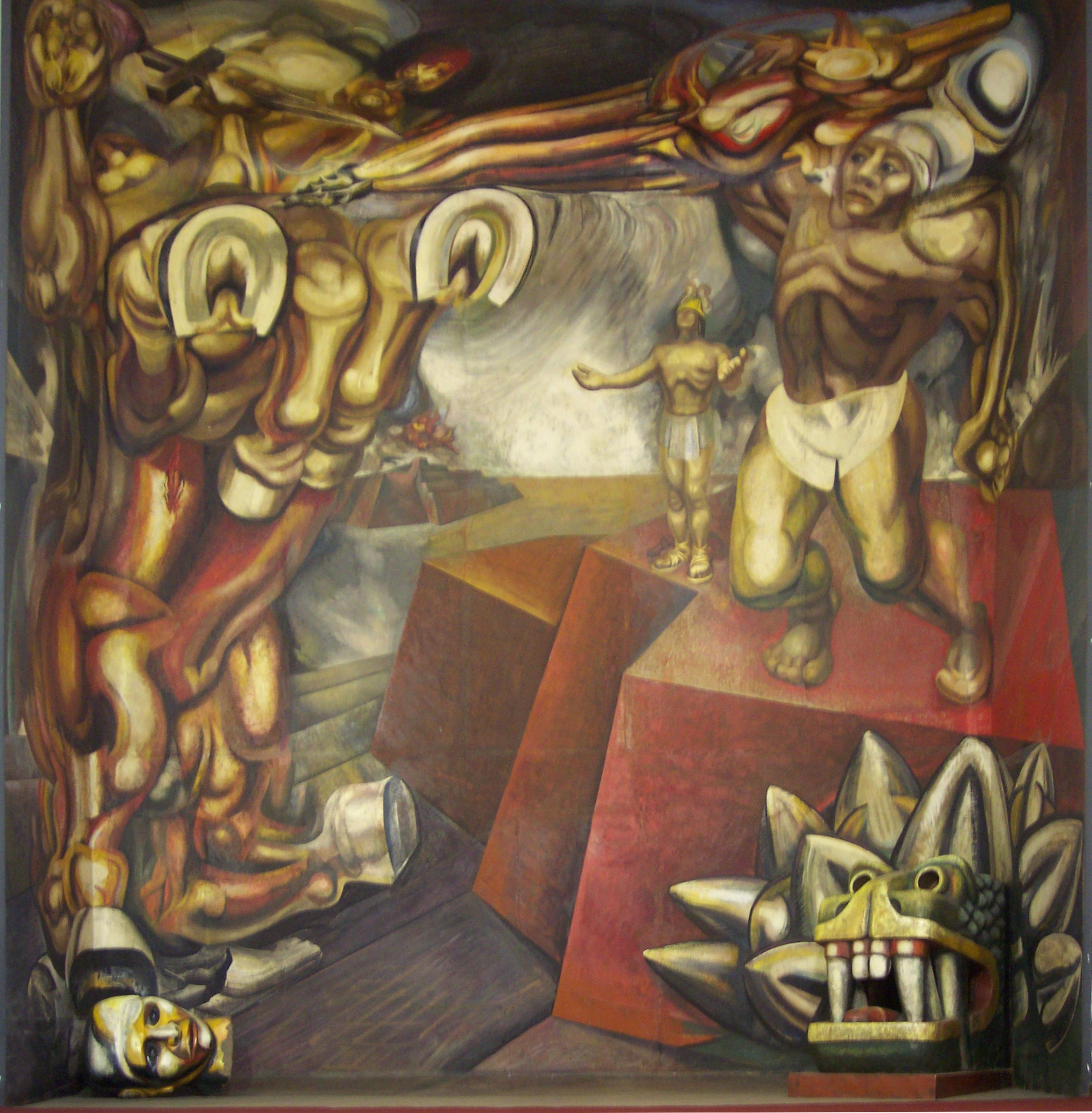
Cuauhtémoc contra el mito
David Alfaro Siqueiros, 1944/1964
Muralmålning i nitrocellulosafärg, med skulpturer. Ursprungligen skapad 1944 (60 m²), flyttad och modifierad 1964 (75 m²).

Mexikansk muralism växte fram som konströrelse under 1920-talet, efter den mexikanska revolutionen (1910–1920), och fortsatte, i varierande form, vara livaktig i årtionden. De främsta företrädarna inom den mexikanska muralismen blev Diego Rivera, David Alfaro Siqueiros och José Clemente Orozco, ibland kallade de tre stora (spanska: los tres grandes). Internationellt kom den mexikanska muralismen att väcka ett nytt intresse för muralmåleri, ofta i en sociopolitiskt engagerad form.

## Historia
Den mexikanska muralismen fick sin början efter revolutionen, i samband med ett projekt inlett 1921, under landets nya, socialdemokratiska regering. Drivande var framför allt José Vasconcelos, som 1921–1924 var utbildningsminister och ansvarade för kulturfrågor. Han hade, liksom flera av de konstnärer som blev engagerade, dragit inspiration inte minst från de idéer om konstens roll som tidigare hade formulerats av konstnären Dr. Atl, pseudonym för Gerardo Murillo.

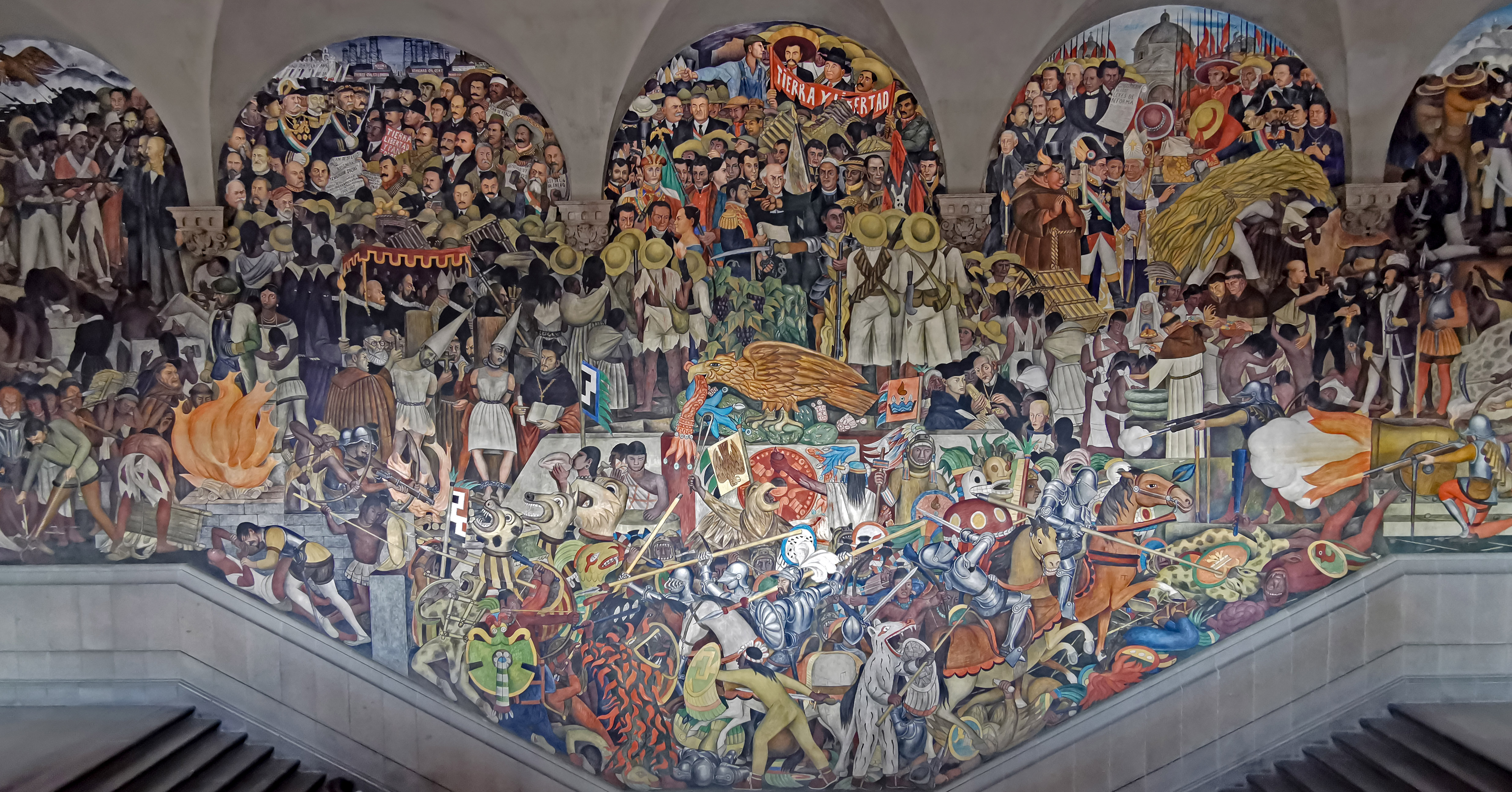
Del av Epopeya del pueblo mexicano,
även kallad Historia de México a través de los siglos
Al fresco-målning
Diego Rivera, 1929–1930
Palacio Nacional i Mexico City

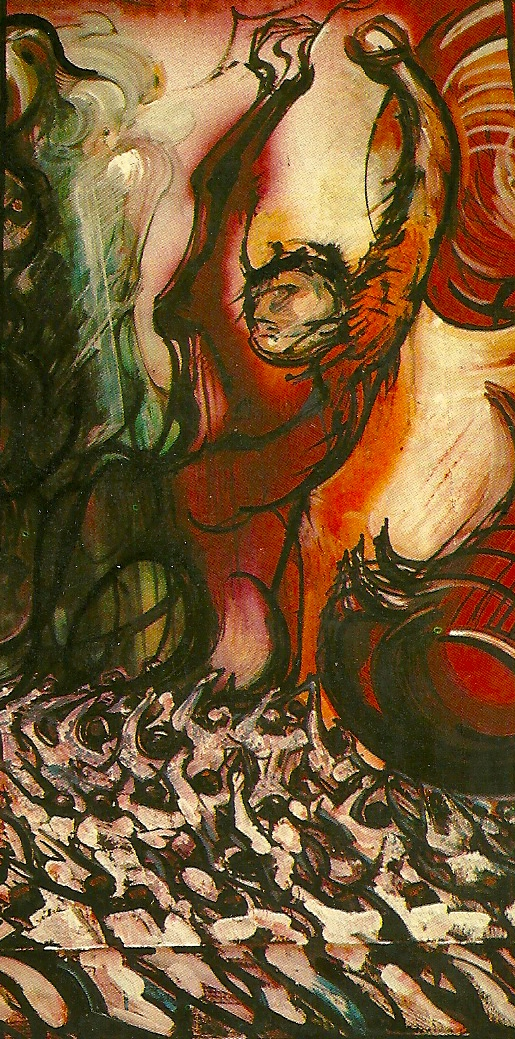
Detalj ur
La Marcha de la Humanidad
Akrylfärg
David Alfaro Sequeiros, 1965–1971
Polyforum Cultural Siqueiros i Mexico City

Konsten skulle bidra till att landet enades, och det med en ny, stärkt självkänsla. Det var viktigt att även de förcolumbianska rötterna nu lyftes fram och att de oprivilegierades historia berättades. Man såg muralmålning som särskilt fördelaktig i detta. Då den allra största delen av befolkningen vid den här tiden var analfabeter, gav det en bra möjlighet att kommunicera idéer och berättelser. Då verken också var bundna till de offentliga byggnader där de utfördes, var de både tillgängliga för och ägda av hela befolkningen, vilket ytterligare kunde bidra till en känsla av kraft, optimism och delaktighet. I strävan även efter en unikt mexikansk identitet, sågs dessutom en fördel i att muralmålning inte var ett medium som associerade till den så dominerande europeiska samtidskonsten. Formspråket influerades, i linje med detta, gärna av folklig konst.
Vasconcelos engagerade landets främsta konstnärer, som hade olika bakgrund och fick stor frihet att skapa utifrån egna idéer, så länge enandet av det Mexikanska folket gynnades. Stilarna hos Rivera, Siqueiros och Orozco skiljer sig från varandra, men modernismen är tydlig hos dem alla, vilket ger dessa verk en kombination av modernism och socialrealism i en särskild mexikansk tappning. De främsta muralisterna var också starkt politiskt engagerade och avvek inte sällan från riktningen i den ursprungliga beställningen, vilket ibland fungerade men ibland blev för kontroversiellt.

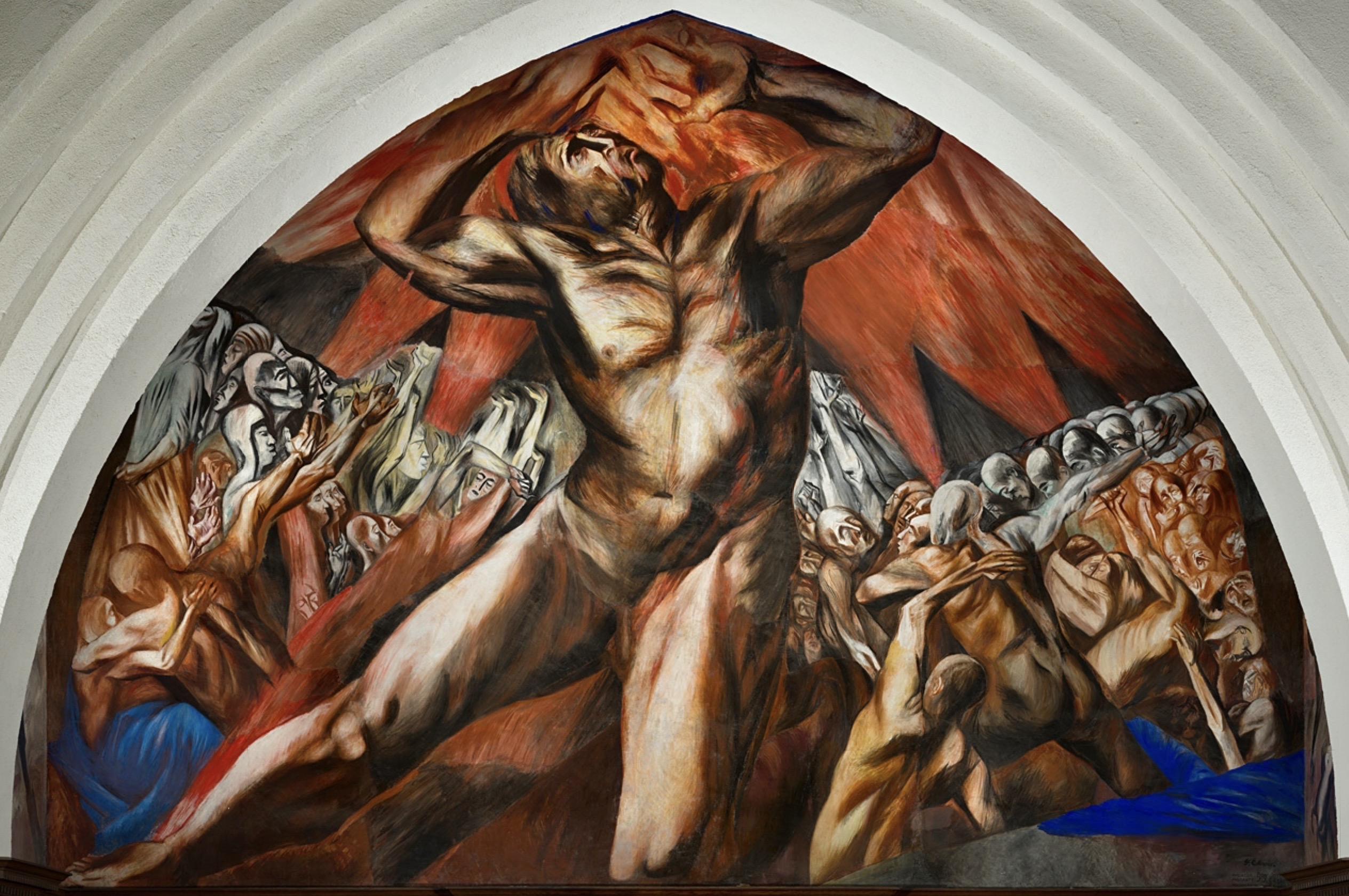
Prometheus
Freskomålning (delvis skymd av valvbågen)
José Clemente Orozco, 1930
Pomona College, Claremont, USA

Under slutet av 1920-talet, när den politiska idealismen började vika till förmån för nya ledares konsolidering av makt, minskade dock den konstnärliga friheten, de socialistiskt präglade inslagen uppskattades inte av de regeringar som nu följde. En del konstnärer anpassade sig efter detta, andra sökte sig utanför Mexiko. Muralismen hade dock fått fäste som konströrelse. Efter hand som den lämnade revolutionen bakom sig, fortsatte muralmålningar att beställas av företag och välbärgade privatpersoner.
Många av de tidiga muralisterna gjorde arbeten USA, där konstlivet under 1930-talet tog starkt intryck av flera aspekter inom den mexikanska muralismen. Efter andra världskriget blev det dock snart svårt för många att arbeta i USA, som då präglades av kalla kriget och stark antikommunism; sociopolitiskt engagerad figurativ konst stod inte längre högt i kurs.
Muralismen fick särskilt stor spridning i Latinamerika, där muralmåleriet har en fortsatt stark ställning. Även i andra länder kom den mexikanska muralismen att väcka ett nytt intresse för muralmåleri som konstform, och då ofta i sociopolitiskt engagerad form. Inte minst har den varit inspiration för street art, eller gatukonst, då den också förde med sig en kreativ attityd, där konsten skulle vara engagerande och tillgänglig för alla; den skulle inte vara något som begränsades till gallerier och museer. Chicanokonsten som växte fram under 1960-talet i USA är ett exempel på detta.

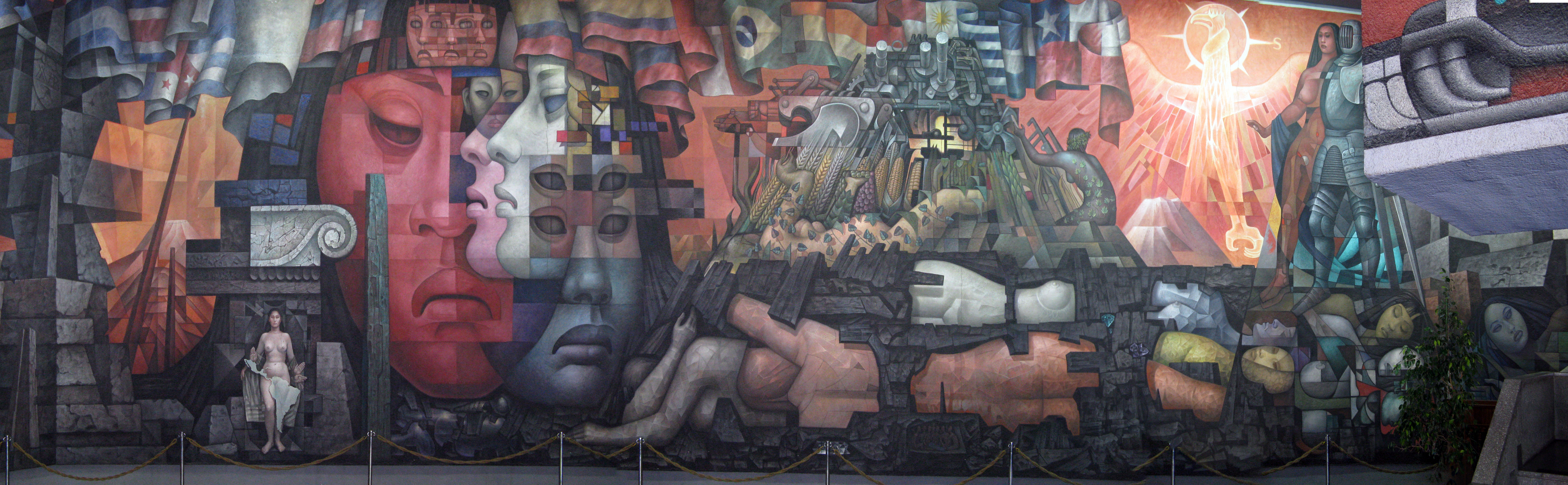
Del av Presencia de América Latina
Akrylfärg (ca 250 m²)
Jorge González Camarena, 1964–1965
Universidad de Concepción i Concepción, Chile

## Kvinnliga muralister
Även om mycket av uppmärksamheten gått till de tre stora, har många andra konstnärer också verkat inom muralismen, både män och kvinnor. Bland de främsta kvinnliga konstnärerna kan nämnas:
- Aurora Reyes, eller Aurora Reyes Flores, som var politisk aktivist och den första kvinnliga muralmålaren i Mexiko.[13]
- Elena Huerta Muzquiz, som skapade den största muralmålningen som någonsin målats av en kvinna i Mexiko.[13]
- Rina Lazo, som var assistent till Diego Rivera under mer än tio år.[13]